# Ковзанярський спорт на зимових Олімпійських іграх 2018 — командна гонка (жінки)
Змагання з ковзанярського спорту у командній гонці серед жінок на зимових Олімпійських іграх 2018 пройшли 21 лютого в місті Каннин (Південна Корея).

## Розклад
Час UTC+8
| Дата      | Змагання | Подія                 |
| --------- | -------- | --------------------- |
| 21 лютого | 20:00    | Командна гонка, жінки |

## Результати

### Чвертьфінали
Чвертьфінали відбулись 19 лютого о 20:00 за місцевим часом (UTC+9)
| Місце | Heat | Країна         | Ім'я                                                       | Час            | Нотатки     |
| ----- | ---- | -------------- | ---------------------------------------------------------- | -------------- | ----------- |
| 1     | 1    | Нідерланди     | Антуанетте де Йонг Марріт Ленстра Ірен Вюст                | 2:55.61 OR, TR | Semifinal 1 |
| 2     | 2    | Японія         | Аяно Сато Такагі Міхо Нана Такаґі                          | 2:56.09        | Semifinal 2 |
| 3     | 3    | Канада         | Івані Блонден Джозі Моррісон Ізабель Вайдеман              | 2:59.02        | Semifinal 2 |
| 4     | 4    | США            | Гезер Бергсма Бріттані Боу Міа Манганелло                  | 2:59.75        | Semifinal 1 |
| 5     | 2    | Китай          | Хань Мей Хао Цзячень Лі Дан                                | 3:00.01        | Фінал C     |
| 6     | 3    | Німеччина      | Роксанне Дуфтер Габріеле Гіршбіхлер Клаудія Пехштайн       | 3:02.65        | Фінал C     |
| 7     | 1    | Південна Корея | Кім Бо Рим Но Сон Йон Пак Джі У                            | 3:03.76        | Фінал D     |
| 8     | 4    | Польща         | Катажина Бахледа-Цурусь Наталія Червонка Луїза Злотковська | 3:04.80        | Фінал D     |

### Півфінали
| Місце      | Країна     | Ім'я                                          | Час     | Відставання | Нотатки |
| ---------- | ---------- | --------------------------------------------- | ------- | ----------- | ------- |
| Півфінал 1 |            |                                               |         |             |         |
| 1          | Нідерланди | Лотте ван Бек Ірен Вюст Антуанетте де Йонг    | 3:00.41 |             | Final A |
| 2          | США        | Гезер Бергсма Міа Манганелло Карлейн Схаутенс | 3:07.28 | +6.87       | Final B |
| Півфінал 2 |            |                                               |         |             |         |
| 1          | Японія     | Такагі Міхо Аяка Кікуті Нана Такаґі           | 2:58.94 |             | Final A |
| 2          | Канада     | Івані Блонден Keri Morrison Ізабель Вайдеман  | 3:01.84 | +2.90       | Final B |

### Фінали
Фінали розпочались о 20:54 за місцевим часом UTC+9.
| Місце   | Країна         | Ім'я                                                 | Час     | Відставання | Нотатки |
| ------- | -------------- | ---------------------------------------------------- | ------- | ----------- | ------- |
| Фінал A |                |                                                      |         |             |         |
| 1       | Японія         | Такагі Міхо Аяно Сато Нана Такаґі                    | 2:53.89 |             | OR      |
| 2       | Нідерланди     | Марріт Ленстра Ірен Вюст Антуанетте де Йонг          | 2:55.48 | +1.59       |         |
| Фінал B |                |                                                      |         |             |         |
| 3       | США            | Гезер Бергсма Бріттані Боу Міа Манганелло            | 2:59.27 |             |         |
| 4       | Канада         | Івані Блонден Джозі Моррісон Ізабель Вайдеман        | 2:59.72 | +0.45       |         |
| Фінал C |                |                                                      |         |             |         |
| 5       | Китай          | Лі Дан Liu Jing Хао Цзячень                          | 3:00.04 |             |         |
| 6       | Німеччина      | Роксанне Дуфтер Габріеле Гіршбіхлер Клаудія Пехштайн | 3:04.67 | +4.63       |         |
| Фінал D |                |                                                      |         |             |         |
| 7       | Польща         | Наталія Червонка Луїза Злотковська Кароліна Босек    | 3:03.11 |             |         |
| 8       | Південна Корея | Кім Бо Рим Пак Джі У Но Сон Йон                      | 3:07.30 | +4.19       |         |